# Сафаров, Фирудин Саттар оглы
Фирудин Саттар оглы Сафаров (азерб. Firudin Səttar oğlu Səfərov; 1 августа 1933, Баку — 26 июля 2024) — советский, азербайджанский, узбекский музыкант, режиссёр, музыкальный педагог. Народный артист Азербайджана (1992), Народный артист Узбекской ССР (1986). Лауреат государственной премии Узбекской ССР имени Хамзы (1981). Профессор Ташкентской государственной консерватории.

## Биография
Фирудин Саттар оглы Сафаров родился 1 августа 1933 года в Баку.
Прошёл обучение по классу ударных инструментах в Азербайджанской государственной консерватории. С 1953 по 1964 годы работал в Азербайджанском государственном симфоническом оркестре имени Узеира Гаджибекова под руководством великого дирижера маэстро Ниязи. В 1968 году окончил обучение на факультете режиссуры музыкального театра Ленинградской государственной консерватории имени Римского-Корсакова.
В 1968 году в Азербайджанском государственном академическом театре оперы и балета в качестве режиссера-постановщика Сафаров за короткое время поставить несколько оперных спектаклей, завоевал репутацию в театральном мире как талантливый режиссер. За время своей творческой работы ему было поручено подготовить около 40 мероприятий государственного уровня, проводимых в республике Азербайджан.
В 1977 году был приглашён работать в Ташкентский академический Большой театр оперы и балета имени Навои. Длительное время работал главным режиссёром этого театра. За эти годы он поставил около 60 оперных спектаклей, в том числе П. И. Чайковского «Пиковая дама», «Иоланта»; Д. Верди «Травиата», «Риголетто», «Трубадур»; Россини «Севильский цирюльник»; С. Прокофьева «Огненный ангел» и другие.
Он являлся художественным руководителем и режиссером-постановщиком массовых праздников в Узбекистане.
Находясь за пределами Азербайджана, Сафаров сумел поставить в Азербайджанском Государственном академическом театре оперы и балета оперы гениального Узеира Гаджибекова «Лейли и Меджнун», «Кероглу», а также современного турецкого композитора Невита Кодалла «Ван Гог» и выдающегося азербайджанского композитора Васифа Адыгезалова «Натаван».
На протяжении многих лет плодотворно работает педагогом на факультете оперной подготовки Ташкентской государственной консерватории. Фирудин Сафаров являлся профессором Ташкентской государственной консерватории с 2002 года.
Проживал в Ташкенте. Умер рано утром 26 июля 2024 года в возрасте 90 лет.

## Награды
- Орден «Фидокорона хизматлари учун» (24 августа 2021 года) — за особые заслуги в повышении научно-интеллектуального потенциала и духовности нашего народа, развитии сфер образования, здравоохранения, культуры, литературы, искусства, физического воспитания и спорта, а также средств массовой информации, большой вклад в обеспечение прогресса страны, укрепление мира и социально-духовной стабильности в обществе, воспитание здорового и гармонично развитого молодого поколения в духе патриотизма, а также активную общественную деятельность[7],
- Орден «Мехнат шухрати» (2003 год)[8],
- Медаль «Прогресс» (13 марта 2006 года, Азербайджан)  — за деятельность в области солидарности азербайджанцев мира[9],
- Народный артист Азербайджанской Республики (10 сентября 1992 года) — за заслуги в развитии и популяризации национального театрального искусства Азербайджана[10],
- Народный артист Узбекской ССР (1986 год),
- Заслуженный деятель искусств Узбекской ССР (1981 год),
- Государственная премия Узбекской ССР имени Хамзы (1981 год) — за постановку оперы «Пётр Первый».[11]